# Rodrigo de Jerez
Rodrigo de Jérez spanyol matróz, aki a Santa Maríán utazott, Kolumbusszal együtt, 1492 októberében megfigyelte, hogy a guahani indiánok kukorica-, töklevélbe csavarnak egy, az óvilágiak (európaiak, ázsiaiak, afrikaiak) által eddig teljesen ismeretlen növényt. Ez volt a dohány, indián nevén tabacco. A meglepődött legénység közül Rodrigo de Jérez kipróbálta a dohányt, nagyon jólesett neki. Később, 1492 novemberétől Luis de Torresszel együtt elterjesztették a spanyol matrózok között. Amikor 1493-ban Lisszabonban meglátták a dohányzó matrózokat, óriási csődület és megdöbbenés kerekedett. Rodrigo de Jérez-t új, a Biblia által nem említett szokása miatt később bebörtönözték Spanyolországban.